# Харгрейвс
Харгрейвс — ударный кратер на Марсе. Был назван в честь американского геофизика Роберта Харгрейвса.

## Описание
Харгрейвс представляет собой ударный кратер на Марсе. Кратер был назван в честь американского геофизика Роберта Б. Харгрейвса в IAU в 2006 году. Харгрейвс изучал ударные кратеры на Земле и лунные образцы, полученные по программе Apollo и участвовал в изучении Марса в рамках программы Viking.
Харгрейвс находится на территории Нили, местности, изобилующей гидротермальными изломами, что указывает: некогда там было влажно, а значит, могла существовать и жизнь.
По разным источникам размеры кратера указываются в пределах от 60,28 км до 68 км.
Харгрейвс известен тем, что с помощью орбитального аппарата MRO в нём впервые были обнаружены залежи стекла, образовавшиеся по всей видимости под воздействием высокого давления и температуры и возможно в тоже время в какое образовался сам кратер. Это первые такие залежи обнаруженные на Марсе.
Наличие воды на Марсе уже доказано наукой, есть там и русла пересохших рек, и шапки из водного льда (на который периодически намерзает углекислый газ). А вот доказательств наличия жизни на красной планете мы всё никак не можем найти. Только косвенные подтверждения, вроде наличия благоприятных условий или присутствия местного углеводорода. Разве что там поселятся те бактерии, которые привёз с собой Curiosity.
Сейчас на планете жизни может и не быть вовсе, но она могла быть раньше — когда там было больше воды, например. Планетолог Питер Шульц, который недавно объяснял наличие завихрений на Луне, сделал предположение, что на Марсе ничего не мешало образоваться такому же стеклу, какое было найдено в кратерах Земли, например в стекле ударного кратера Аргентины, где при анализе были обнаружены следы бактерий и остенки растений. А раз так, то именно в нём могут, как мухи в янтаре, храниться древние марсианские бактерии, или хотя бы следы микроорганизмов.
Учёные из Брауновского университета, вдохновившись таким предположением, начали активный поиск стекла на Марсе — а до них ещё никто не достигал в этом успеха. Тщательный спектральный анализ отражённого от участков поверхности света помог им найти несколько кратеров, где сформировалось упомянутое стекло. Работу вёл Кевин Кэнон, студент университета. Ему ассистировал профессор Джек Мастэд.
«Стеклянные образования не дают особо выделяющихся спектрограмм, поэтому они обычно заглушаются спектром минералов, которые находятся на них,- говорит Мастэд. — Но Кевин придумал способ, как выцепить их сигнал из общего шума».
Учёные в лаборатории «испекли» похожее по составу стекло, выяснили, какая у него должна быть спектрограмма, и передали эти данные алгоритму, специально разработанному для разборки спектров, полученных прибором Compact Reconnaissance Imaging Spectrometer for Mars (CRISM), который находится на борту орбитальной станции Mars Reconnaissance Orbiter.
Эта техника позволила обнаружить следы стекла, сформировавшегося в результате метеоритных ударов, в нескольких кратерах Марса. Один из кратеров — Харгрейвс, расположенный во впадине Nili Fossae, протянувшейся на 600 км по поверхности планеты, возможно будет одним из возможных мест, куда сядет следующий марсоход от NASA, миссия которого запланирована на 2020 год. Этот марсоход должен будет добыть образцы грунта, которые учёные планируют доставить обратно на Землю.
Стекло также было обнаружено в некоторых других старых кратерах, но Харгрейвс среди них самый знаменитый.